# Museo Comunitario Profr. Arturo Reyes Viramontes
El Museo Comunitario Profr. Arturo Reyes Viramontes, es un museo comunitario del municipio de Jalpa, Zacatecas. Se encuentra en la calle Colón 116 zona centro, C.P. 99601 México. Este museo forma parte de las instalaciones de la Casa de la Cultura de Jalpa.
La temática del museo gira en parte a piezas encontradas y elaboradas dentro de la región; dichas piezas poseen elementos simbólicos que aportan identidad principalmente al estado de Zacatecas. Muchas de las piezas exhibidas provienen de sus alrededores de la entidad, como zonas naturales, cerros, minas, haciendas, oficios, etc.
En el municipio de Jalpa existen algunos sitios de interés paleontológico, histórico y arqueológico que son parte de un importante acervo cultural y artístico del municipio. Gran parte del patrimonio encontrado en esta región se ubica en el museo. Algunos de estos objetos son restos fósiles de animales, piezas de flora y fauna petrificadas que a lo largo del tiempo habitaron esta parte del planeta hace aproximadamente 12,000 años según estudios e investigaciones practicados por expertos.
El museo es considerado patrimonio cultural-natural por el Directorio Latinoamericano de Recursos Patrimoniales (ILAMDIR).

## Historia
El Museo Comunitario se origina el 13 de marzo de 1993, pero no fue inaugurado, sino hasta el 15 de abril de 1998, por el entonces presidente Francisco Sandoval Martínez.
Recientemente creado el edificio, se tomó como parte del rastro municipal, tiempo después la población fue expandiéndose utilizando como vecindad este inmueble. Años más tarde fueron las instalaciones del CETIS 147, donde se improvisaban aulas con los cuartos del mismo rastro. También durante algunos años albergo a la Presidencia Municipal, debido a la remodelación del edificio del Palacio Municipal y actualmente da espacio al DIF Municipal y oficinas con distintas necesidades e intereses.
El museo estuvo cerrado por dos años, y reabrió sus puertas el 7 de abril de 2015.
Actualmente el cronista, encargado y representante de la instalación es el Profesor Héctor Pascual Gómez Soto, quien ya hace muchos años se encarga de darle mantenimiento y conservación a este museo comunitario.

## Acervo
El museo es pequeño a comparación con muchos otros, cuenta con cuatro salas permanentes en las cuales se exhiben piezas arqueológicas y paleontológicas, obras de arte, una colección fotográfica sobre diversos episodios históricos del municipio, así como diversos elementos representativos de la cultura popular y la vida cotidiana de la región. El museo invita a los visitantes de la comunidad a donar o prestar piezas históricas, las cuales podrían tener un interés histórico, bajo el lema "tu historia familiar también es cultura". En este sentido, el acervo del museo no es estático, pues se nutre de las piezas de la comunidad y la participación de los pobladores.
El profesor Héctor Pascual Gómez Soto, cronista del municipio, mencionó que todas las piezas con las que cuenta el museo fueron encontradas en Jalpa y sus alrededores, la mayoría es del Cerro de Tepizoasco que espacialmente se encuentra a un costado de la comunidad de Santa Juana. El acervo actual incluye alrededor de 500 piezas y objetos antiguos exhibidos, resguardando mil o más que se encuentran en bodega. Cabe destacar que la mayoría de las piezas dentro y fuera del almacén están registradas por el Instituto Nacional de Antropología e Historia (INAH).
Además de los atractivos históricos, culturales y conmemoraciones religiosas, el municipio de Jalpa tiene una variedad de puntos de relieve y áreas naturales, como zonas forestales, agrícolas y artesanales, las cuales son consideradas atractivos turísticos de la región. El museo comunitario tiene una relevancia local, por lo que la ciudadanía apoya en la organización, a través de proyectos para el desarrollo local.

### Conservación del acervo
La conservación del acervo ha significado grandes esfuerzos debido a la carencia de un lugar apropiado para su exhibición y aprovechamiento por las actuales y nuevas generaciones para asegurar el conocimiento sobre sus raíces históricas y culturales. Sin embargo, estas limitaciones tampoco han motivado la profundización de los estudios necesarios para explorar y preservar los vestigios ubicados en la propia cabecera municipal y en varias comunidades rurales como: El Barrio de San Antonio, Los Santiagos, Santiago Acacapesco, Tepezoasco, San Andrés y El Rialito.

## Exposición

### Sala de fotografía antigua José Isabel Robles Viramontes
En esta sala se muestran imágenes recabadas desde el año inicial, desde las construcciones de las calles, el quiosco y los lugares más importantes y céntricos que hoy conocemos de Jalpa. En las fotografías aparecen antigüedades, armas y objetos de la antigua y original Jalpa del año 1860. Dentro de esta misma sala se encuentra uno de los objetos más valiosos para el municipio, la pieza más nueva que es una “Urna”  que contiene las cenizas de la primera bandera municipal de Jalpa.

### Sala Xalpa paleontóloga
Dentro de esta sala se encuentran las piezas más antiguas del museo, se halla un grupo de artrópodos marinos extintos. Existieron durante la época paleozoica (iniciada hace 570 millones de años y finalizada hace 245 millones de años). También se hacen notar grandes y pequeños huesos de mamut mastodonte que no pasan desapercibidos, por último, se exhibe a la vista madera petrificada con más de 10 mil años de antigüedad.

### Sala Petactl de Arte prehispánico
La tercera exhibe piezas de la historia de los Tastuanes, así como sus hábitos, sus trajes tradicionales y sus máscaras caxcanas. Posee piezas como puntas de flechas, ídolos, herramienta que en ese entonces los indígenas llegaron a fabricar y usar para su sobrevivencia y uso cotidiano.

### Sala Rodrigo Roque Perales
Sala de cultura popular, dedicado a la colección de Don Rodrigo Roque Perales, artista en artes manuales. Desde su infancia se inició en el arte de la alfarería, comenzando a moldear el barro hasta profesionalizarse y llegar a ser considera uno de los alfareros más reconocidos de la región.